# 国道130号

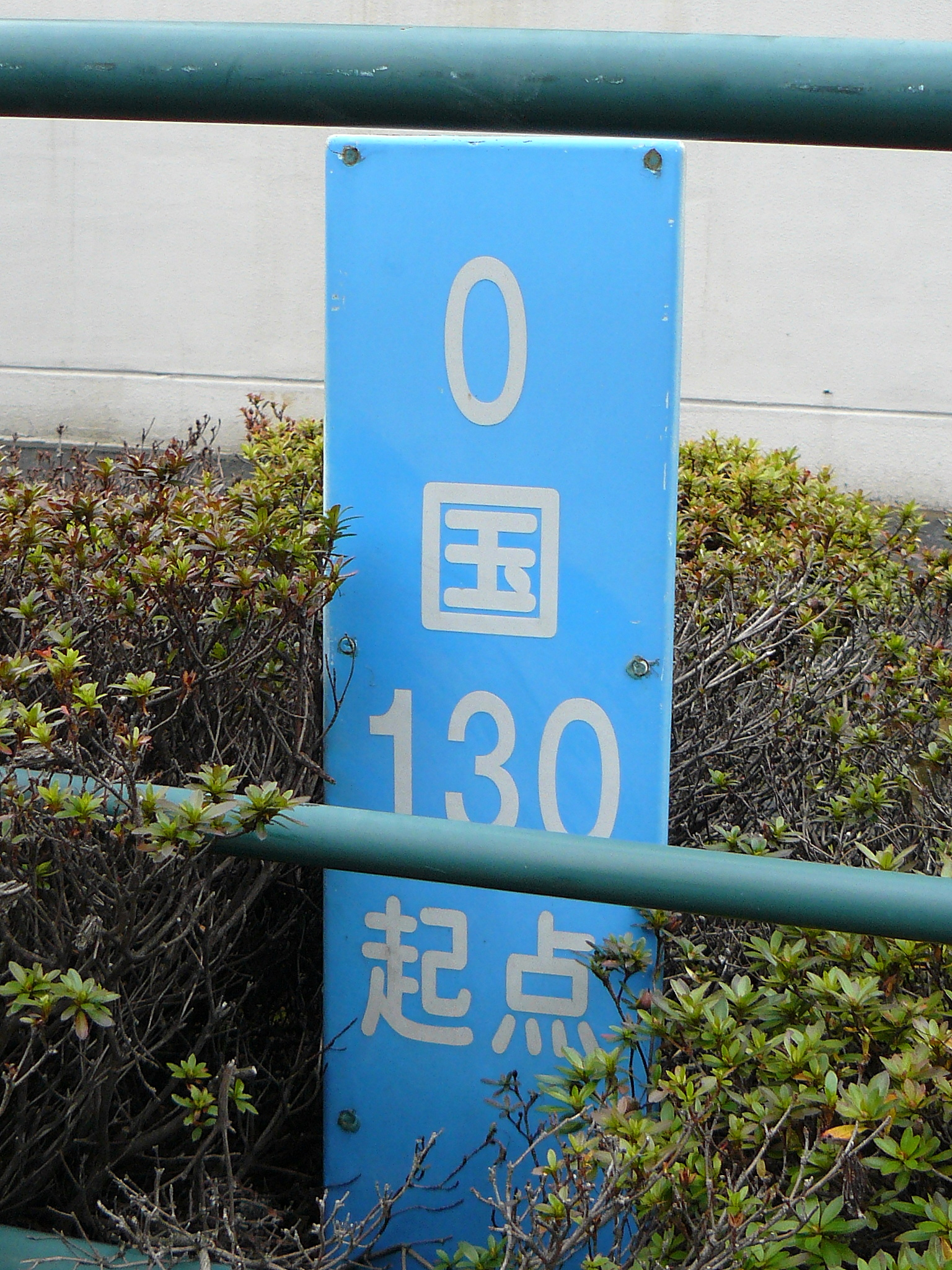
国道130号の起点標。
ゆりかもめ日の出駅付近

国道130号 終点
東京都港区芝四丁目交差点
国道15号との分岐

国道130号（こくどう130ごう）は、東京港から東京都港区芝一丁目に至る一般国道である。総延長が日本で3番目に短い国道である。

## 概要

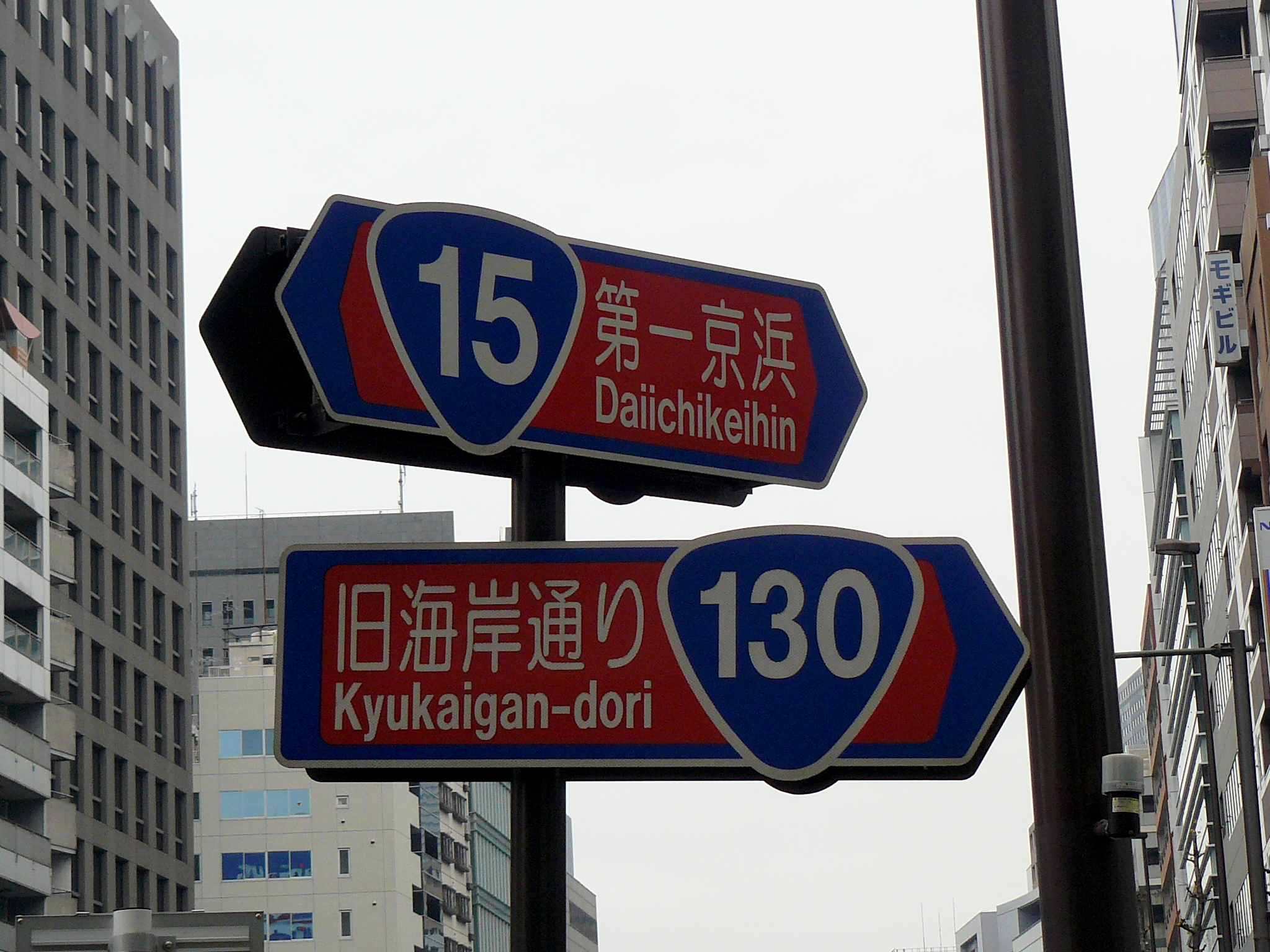
国道130号および国道15号の方向標。
（東京都港区芝四丁目交差点）

東京都港区内にある東京港の日の出桟橋付近から、西の旧海岸通りを経て、芝四丁目交差点で国道15号とを結ぶ一般国道の路線で、いわゆる港国道のひとつ。日本の一般国道としては、総延長で2番目、実延長で日本で3番目に短い路線である。東京港とされる起点は、東京税関芝浦出張所から至近にある、ゆりかもめ東京臨海新交通臨海線の高架下の東京都道481号新橋日の出ふ頭線との交点にあり、晴海ふ頭や豊洲ふ頭からは港湾を挟んで西に位置する。
東京都による都市計画路線名は「東京都市計画道路幹線街路補助線街路第196号線」である。

### 路線データ
一般国道の路線を指定する政令に基づく起終点および重要な経過地は次のとおり。
- 起点：東京港
- 終点：東京都港区芝一丁目（芝四丁目交差点 = 国道15号交点）
- 重要な経過地：なし
- 総延長 : 0.5 km[1][5][注釈 1]
- 重用延長 : なし[1][注釈 1]
- 未供用延長 : なし[1][注釈 1]
- 実延長 : 0.5 km[1][5][注釈 1]
  - 現道 : 0.5 km[1][5][注釈 1]
  - 旧道 : なし[1][注釈 1]
  - 新道 : なし[1][注釈 1]
- 指定区間：なし[6]

### 短距離国道
総延長の順位（短距離として）
1. 国道174号：187.1 m（日本一短距離の国道）
2. 国道130号：480 m
3. 国道198号：618.1 m

実延長の順位（短距離として）
1. 国道174号：187.1 m（日本一短距離の国道）
2. 国道189号：372 m
3. 国道130号：480 m

## 歴史
- 1953年（昭和28年）5月18日 - 二級国道130号東京港線（東京港 - 東京都港区本芝町）として指定施行[7]。
- 1965年（昭和40年）4月1日 - 道路法改正により一級・二級区分が廃止されて一般国道130号として指定施行[4]。

## 路線状況

### 通称
- 旧海岸通り

### 道路施設

#### 橋梁
- 南浜橋（港区）

## 地理
起点付近は、日の出桟橋や芝浦ふ頭に近い位置にあり、近くにあるレインボーブリッジを眼前に見ることができる。フェリーターミナルがある有明ふ頭までは離れており、台場や東京港の港湾を挟んで国道は北に位置する。

### 通過する自治体
- 東京都
  - 港区

### 交差する道路
| 交差する道路                  | 交差する場所 | 交差する場所          |
| ----------------------------- | ------------ | --------------------- |
| 臨港道路海岸青海線            | 海岸二丁目   |                       |
| 東京都道481号新橋日の出ふ頭線 | 海岸二丁目   |                       |
| 東京都道316号日本橋芝浦大森線 |              | 南浜橋交差点          |
| 国道15号                      | 芝一丁目     | 芝四丁目交差点 / 終点 |